# 拉姆拉·賓特·阿比·蘇富揚
拉姆拉·賓特·阿比·蘇富揚（‎，Ramla bint Abi Sufyan，又稱Umm Habiba，589或594年—665年）是伊斯蘭教先知穆罕默德的其中一位妻子（聖妻）。她在628年與穆罕默德結婚。
拉姆拉出身於奧瑪亞家族，他的父母是阿布·蘇富揚與薩菲雅（Safiyyah，第三代哈里發奥斯曼·本·阿凡的姑母）。拉姆拉起初嫁給了穆罕默德的表弟烏拜德·阿拉·本·賈赫希，然而烏拜德·阿拉後來昄依了基督教，兩人隨後離婚。拉姆拉隨後改嫁穆罕默德並遷居麥地那。兩人的婚姻維持了四年直到632年穆罕默德去世，之後拉姆拉經歷了四大哈里發的統治時期；661年她的異母弟穆阿維亞一世自立為哈里發並建立了奧瑪亞哈里發國。她在664年左右去世。